# 天津久米命
天津久米命（日语：アマツクメノミコト）為《古事記》裡的記述，《日本書紀》寫成天槵津大來目，祂是日本神話裡久米氏的祖神，別名有天久米命、大來目命等。

## 概要

### 古事記之記載
據《古事記》上卷之記錄，天津日子番能邇邇藝命離開天之石位，撥天之八重雲，挾其神威前往葦原中國。於天浮橋下至浮島，又於浮島下降立於筑紫日向之高千穗之久士布流岳。後來命天忍日命、天津久米命二人取天石箭筒，佩帶頭椎之大刀、天之波士弓及天之真鹿兒矢，立於邇邇藝命之面前而仕奉。

### 日本書紀之記載
《日本書紀》卷第二神代裡的第二種說法提到高皇產靈尊以眞床覆衾裹著天津彦國光彦火瓊瓊杵尊，並引開天磐戸和排開天八重雲，使之降臨葦原中國。此時大伴連遠祖天忍日命、帥來目部遠祖天槵津大來目背負天磐靫、臂著稜威高鞆、手捉天梔弓及天羽羽矢及八目鳴鏑、帶頭槌劍，立於天孫之前。三神抵日向高千穗之山峰，輾轉到了吾田國（今南薩摩市）長屋笠狹之碕時事勝國勝長狹出現，此人請天孫在該地任意遊之。

## 解說
值得注意的是，《古事記》記載天津久米命和天忍日命是同等地位，但是《日本書紀》卷第三記錄神武東征時，提及天津久米命之子孫大來目部乃天忍日命子孫道臣命之屬下，二者地位並不對等。

## 信仰
日本祭祀天津久米命的神社並不常見，主要有下列：
- 久米御縣神社（奈良縣橿原市）
- 櫛津神社（宮崎縣延岡市櫛津町）

## 內部連結
- 天津彥彥火瓊瓊杵尊
- 天孫降臨
- 天忍日命

## 外部連結
- （日語）久米・来目について （页面存档备份，存于）
- （日語）櫛津神社